# جیمی پانتا
جیمز وارنی پانتا (به انگلیسی: Jimmy Panetta) (‎/pəˈnɛtə/‎ pə-NEH-tə؛ زاده ۱ اکتبر ۱۹۶۹) یک وکیل، سیاستمدار و افسر سابق اطلاعات نیروی دریایی آمریکایی از ایالت کالیفرنیا است. او که یکی از اعضای حزب دموکرات است، نماینده ایالات متحده در حوزه نوزدهم کنگره کالیفرنیا است. قبلاً منطقه او به عنوان منطقه ۲۰ کنگره شماره گذاری می‌شد. منطقه فعلی او شامل جنوب شرقی سن خوزه و بسیاری از سواحل مرکزی کالیفرنیا، از جمله مونتری، سانتا کروز، کارمل بای دریا، و پاسو روبلز در جنوب است. پانتا برای اولین بار در سال ۲۰۱۶ پس از کار به عنوان معاون دادستان منطقه در شهرستان مونتری انتخاب شد. او پسر وزیر دفاع سابق لئون پانتا است و همان کرسی کنگره را دارد که پدرش زمانی در اختیار داشت.
پانتا از دبیرستان کارمل در کارمل کالیفرنیا فارغ‌التحصیل شد. او سپس به کالج شبه جزیره مونتری و دانشگاه کالیفرنیا، دیویس رفت و با مدرک لیسانس در روابط بین‌الملل فارغ‌التحصیل شد. سپس در وزارت امور خارجه ایالات متحده کارآموزی کرد. پانتا مدرک جی‌دی خود را از دانشکده حقوق دانشگاه سانتا کلارا دریافت کرد. او به عنوان افسر اطلاعاتی به نیروهای ذخیره نیروی دریایی ایالات متحده ملحق شد و در سال ۲۰۰۷ در حالی که به فرماندهی عملیات ویژه مشترک وابسته بود خدمت را در جنگ در افغانستان به پایان رساند که برای آن نشان ستاره برنز به او اعطا شد. پانتا در دفتر دادستانی شهرستان آلامدا، کالیفرنیا و به عنوان معاون دادستان منطقه برای دفتر دادستان منطقه مونتری شهرستان، کالیفرنیا کار می‌کرد.